# Трайлок'ямалладева
Трайлок'ямалладева (д/н — після 1212) — останній відомий магараджахіраджа держави Чеді-Дагали. В різних джерелах відомий також як Трайлок'ямалла.

## Життєпис
Походив з династії Калачура. Син Віджаясімхи, про що свідчить Джулпурський напис 1193 року. До того його плутали з Трайлок'я-варманом з династії Чандела. Близько 1210 року спадкував владу. На той час володіння обмежувався регіоном Чеді. 
Інформація про правління Трайлок'ямалладеви походить з напису 1212 року, виявленого в Дхуреті поблизу району Рева. У написі, який фіксує дарування села, згадуються традиційні титули. Напис також називає його володарем Каньякубжі, але через відсутність будь-яких підтверджуючих доказів невідомо, чи вдалося йому справді захопити це місто. Разом з тим це  не протирічить перебігу подій. На той час династія Гаґавадалів занепала. Магараджи з династії Чандела вимушені були протистояти мусульманським вторгнення. Ймовірно цими обставинами скористався Трайлок'ямалладева.
Коли і як закінчилося його панування невідомо. Рахатгарський напис 1256 року повідомляє, що Джаяварман II, магараджа Малави, захопив східну частину Чеді до 1250 року. Напис Хіндорії 1287 року свідчить про те, що до того часу Чандела завоювали західну частину королівства Калачура. Напис Бамні 1309 року доводить, що на частина володінь Калачура була захоплена Делійським султанатом. У написі в Пурушоттампурі 1310 року Рамачандри зазначено, що він переміг царя країни Дагала. Однак невідомо, чи був переможений правитель зжинастії Калачура, оскільки в написі не згадується ім'я чи династія переможеного володаря. Втім єзрозумілим, що після смерті Трайлок'ямалладеви, яка сталася десь у 1240-х роках династія і держава занепали, можливо розпалися на декілька частин.